# Idee und Klang Studio

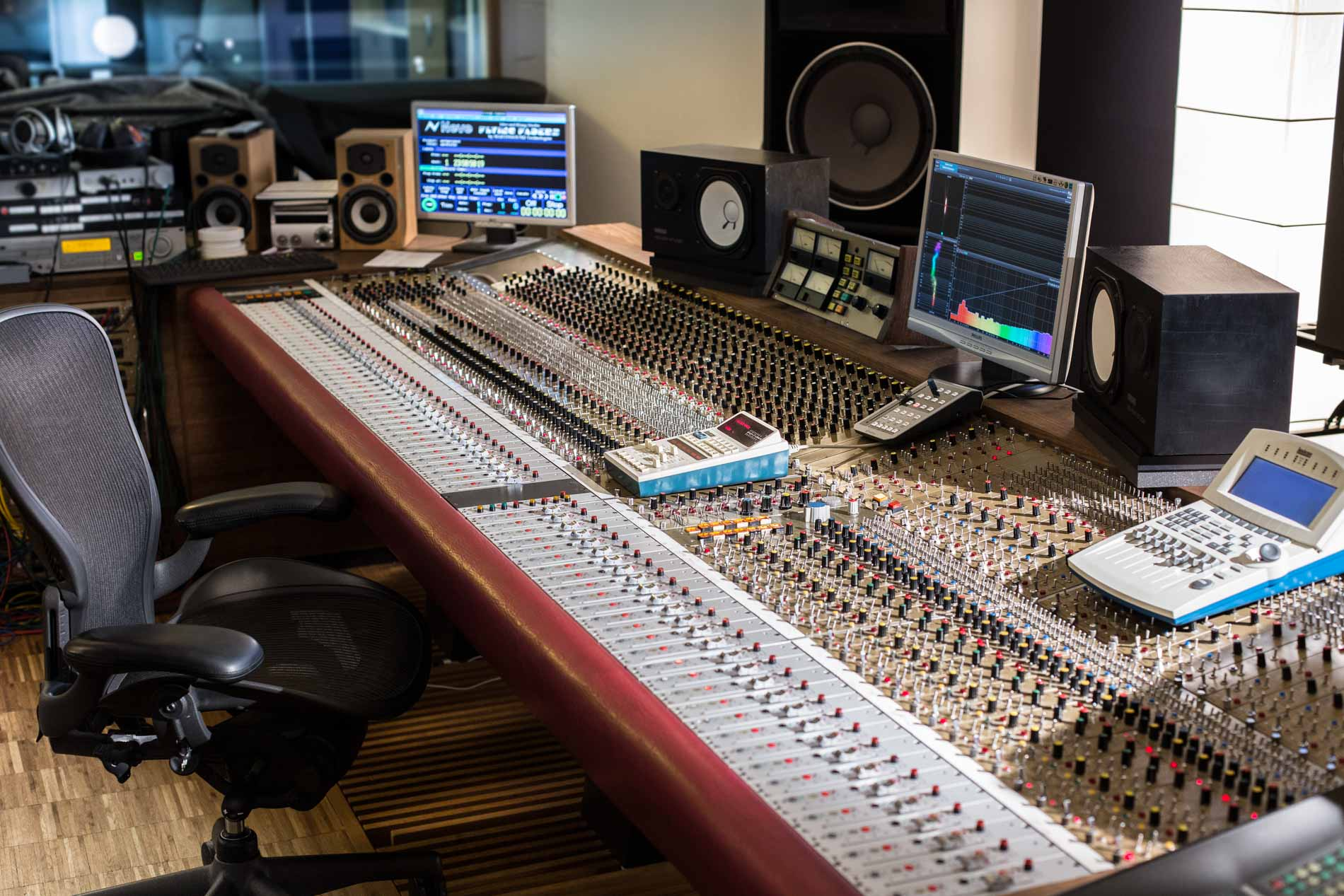
Cadac Pult im Idee und Klang Studio

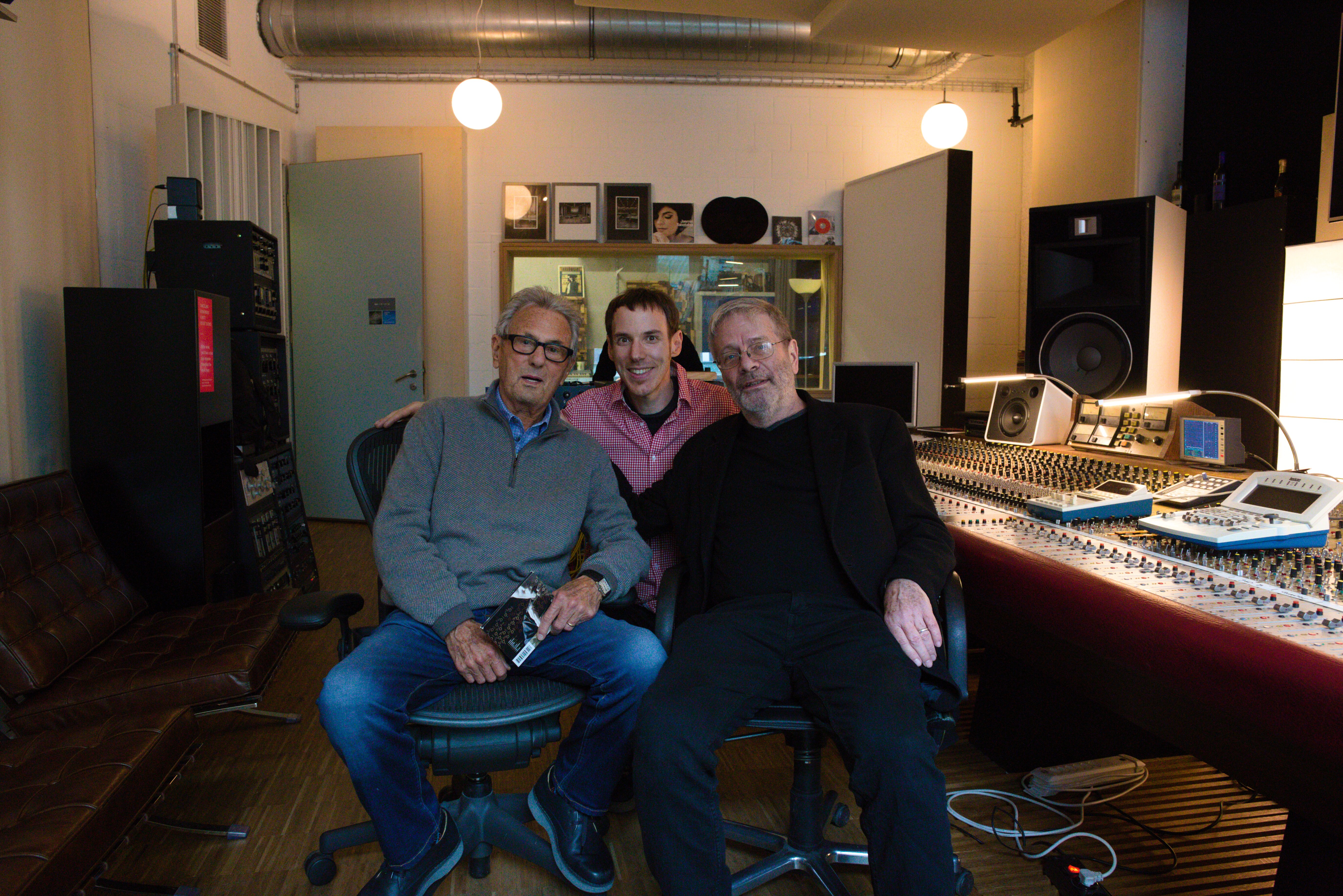
Tonmeister Al Schmitt, George Massenburg und Daniel Dettwiler (2019)

Das Idee und Klang Studio in Basel ist ein Schweizer Tonstudio, das 2002 von Daniel Dettwiler gegründet wurde.

## Struktur
Die Firma ist als Einzelunternehmen im Schweizer Handelsregister unter dem Namen Idee & Klang Dettwiler eingetragen.

## Ausstattung und stilistische Ausrichtung
Das Studio arbeitet meist mit historischen Mikrofonen und mischt auf einer Cadac G Console von 1974 in Analogtechnik.
Das Studio ist vor allem in den Bereichen Jazz, Worldmusik und Filmmusik aktiv. Oft wiederkehrende Kunden sind der Komponist Niki Reiser, der Basler Jazzmusiker David Klein, die Schweizer Klezmer Band Kolsimcha sowie Christian Zehnder.
Weitere Künstler und Bands, die vom Idee und Klang Studio aufgenommen und/oder gemischt wurden, sind unter anderem: Herbert Grönemeyer, Xavier Naidoo, Jasmin Tabatabai, Roli Frei, Nils Wogram, Thomas D, Hans Feigenwinter, Jorge Rossy, Fred Frith, Jean-Paul Brodbeck, Lisette Spinnler, Donat Fisch, Bänz Oester, Andy Scherrer, Carlo Mombelli, Johannes Maikranz, Stefan Aeby, Carrousel.

## Sonstiges
Das Studio organisierte 2019 die Konferenz the Sheer Pleasure of Sound im Idee und Klang Studio sowie am Jazzcampus Basel.

## Auswahl an realisierten Filmmusiken
| Jahr | Titel                                                         | Regie               | Musik                                                     |
| ---- | ------------------------------------------------------------- | ------------------- | --------------------------------------------------------- |
| 2004 | Alles auf Zucker!                                             | Dani Levy           | Niki Reiser                                               |
| 2005 | Die Weisse Massai                                             | Hermine Huntgeburth | Niki Reiser                                               |
| 2007 | Lüber in der Luft                                             | Anna-Lydia Florin   | Niki Reiser                                               |
| 2007 | Mein Führer – Die wirklich wahrste Wahrheit über Adolf Hitler | Dani Levy           | Niki Reiser                                               |
| 2008 | Geld oder Leben                                               | Jacqueline Falk     | Ramon de Marco, Daniel Dettwiler                          |
| 2008 | Im Winter ein Jahr                                            | Caroline Link       | Niki Reiser, Peter Gabriel                                |
| 2009 | Maria, ihm schmeckt’s nicht                                   | Neele Vollmar       | Niki Reiser                                               |
| 2009 | Die wilden Hühner und das Leben                               | Vivian Naefe        | Niki Reiser, Annette Focks                                |
| 2010 | Das Leben ist zu lang                                         | Dani Levy           | Niki Reiser                                               |
| 2010 | Wenn deine Welt plötzlich Kopf steht                          | Cihan Inan          | Diego Baldenweg                                           |
| 2010 | Jane’s Journey                                                | Lorenz Knauer       | Wolfgang Netzer, Christian Heyne                          |
| 2011 | Das Blaue vom Himmel                                          | Hans Steinbichler   | Niki Reiser                                               |
| 2011 | Das Verhör des Harry Wind                                     | Paul Verdosci       | Peter Philippe Weiss, Burkhard von Dallwitz               |
| 2012 | Escape from Tibet (Wie zwischen Himmel und Erde)              | Maria Blumencron    | Peter Scherer                                             |
| 2012 | Die Abenteuer des Huck Finn                                   | Hermine Huntgeburth | Niki Reiser                                               |
| 2013 | Exit Marrakech                                                | Caroline Link       | Niki Reiser                                               |
| 2013 | Das kleine Gespenst                                           | Alain Gsponer       | Niki Reiser                                               |
| 2014 | Im Labyrinth des Schweigens                                   | Giulio Ricciarelli  | Niki Reiser                                               |
| 2015 | Heidi                                                         | Alain Gsponer       | Niki Reiser                                               |
| 2016 | Das Tagebuch der Anne Frank                                   | Hans Steinbichler   | Sebastian Pille                                           |
| 2016 | Die Welt der Wunderlichs                                      | Dani Levy           | Niki Reiser                                               |
| 2017 | La Femme et le TGV                                            | Timo von Gunten     | Great Garbo – Geschwister Baldenweg                       |
| 2017 | Die letzte Pointe                                             | Rolf Lyssy          | Great Garbo – Geschwister Baldenweg                       |
| 2018 | Tatort: Die Musik stirbt zuletzt                              | Dani Levy           | Niki Reiser                                               |
| 2018 | Die kleine Hexe                                               | Michael Schaerer    | Great Garbo – Geschwister Baldenweg                       |
| 2018 | Der Junge muss an die frische Luft                            | Caroline Link       | Niki Reiser                                               |
| 2019 | Zwingli                                                       | Stefan Haupt        | Nora Baldenweg, Diego Baldenweg, Lionel Vincent Baldenweg |